# World Fuel Services
World Fuel Services ist ein US-amerikanischer Anbieter von Logistikdienstleistungen mit Bezug auf die Kraftstoffversorgung von Kraftfahrzeugflotten und Industriekunden. World Fuel Services befasst sich mit der Distribution von Flüssigkraftstoffen und Schmierstoffen an Fahrzeugflotten der Kunden oder an stationäre Anlagen. Zu den Kunden zählen Logistikunternehmen mit Lkw-Fuhrparks, Fluglinien, Reedereien und Betreiber industrieller Anlagen. Das Unternehmen unterhält Niederlassungen an 3000 Flughäfen und 1200 Seehäfen weltweit. World Fuel Services ist eine der größten Energiehandelsgesellschaften und belegte 2018 den 91. Platz auf der Fortune 500-Liste, die die 500 umsatzstärksten Unternehmen der Vereinigten Staaten umfasst.

## Geschichte
Im Jahr 1984 gründeten Paul Stebbins und Michael Kasbar Trans-Tec Services, ein Unternehmen zum Handel mit Marine-Schweröl, in New York City. Nach 11 Jahren, 1995, verkauften Stebbins und Kasbar das Unternehmen und die bereits börsennotierte International Recovery Corporation übernahm Trans-Tec. Nach dieser Übernahme wurde das fusionierte Unternehmen in World Fuel Services umbenannt. Die folgenden zwei Jahrzehnte waren stark von feindlichen Übernahmen geprägt, die den Marktanteil von World Fuel Services in allen Geschäftsbereichen stark vergrößerten.
Nach dem Eisenbahnunfall von Lac-Mégantic im Jahr 2013 wurde neben einigen anderen Unternehmen auch World Fuel Services in rechtliche Auseinandersetzungen verwickelt. Eine Unternehmenstochter World Fuels hatte das Rohöl verkauft, das später in Brand geriet. World Fuel Services stimmte zur Beilegung des Konflikts einer Zahlung in Höhe von 110 Millionen US-Dollar zu.